# Sakurayama (métro de Nagoya)
Sakurayama (桜山駅, Sakurayama-eki) est une station du métro de Nagoya sur la ligne Sakura-dōri dans l'arrondissement de Mizuho à Nagoya.

## Situation sur le réseau
La station Sakurayama est située au point kilométrique (PK) 9,5 de la ligne Sakura-dōri.

## Histoire
La station a été inaugurée le 30 mars 1994.

## Services aux voyageurs

### Accès et accueil
La station est ouverte tous les jours.

### Desserte

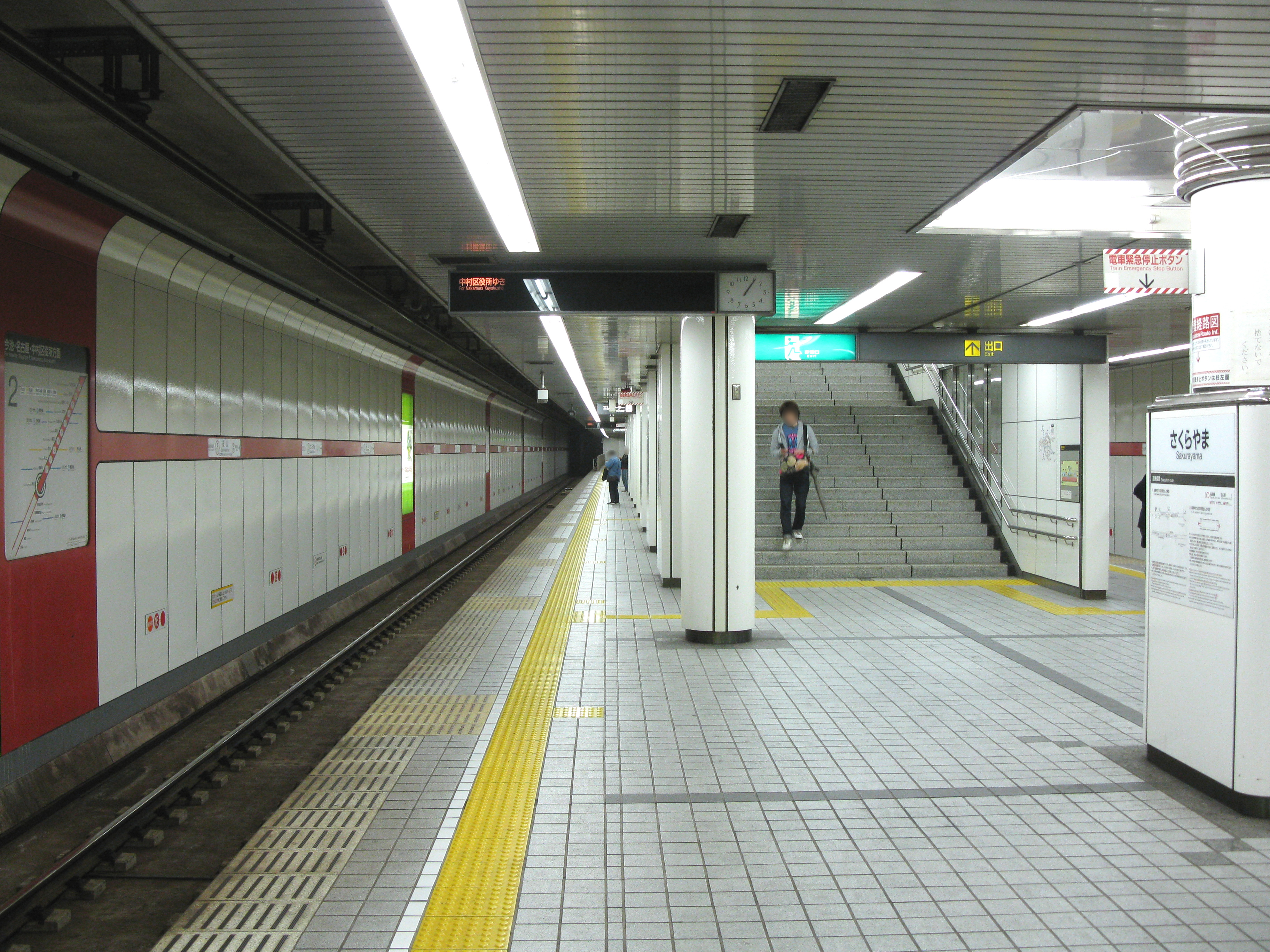
Vue du quai de la station

- Ligne Sakura-dōri :
  - voie 1 : direction Tokushige
  - voie 2 : direction Taiko-dori

## À proximité
- Université municipale de Nagoya